# Friedrich Donenfeld
Friedrich Donenfeld (Wenen, 17 januari 1912 – Utrecht, 20 maart 1976) was een Oostenrijks voetballer en Oostenrijks-Nederlands voetbaltrainer. Hij coachte onder andere de nationale elftallen van Colombia en Nederland.

## Loopbaan
Donenfeld voetbalde in zijn jeugd voor Thalia Wien en tekende in 1930 een contract bij Hakoah Wien. Op 7 oktober 1934 maakte de aanvaller zijn debuut voor het nationale team van zijn land, het zogenaamde Wunderteam van trainer Hugo Meisl. Vanaf 1936 speelde Donenfeld een jaar voor Maccabi Tel Aviv, waarmee hij kampioen werd van de Ligat Ha'Al. Hierna kwam hij in Frankrijk uit voor achtereenvolgens Olympique Marseille en Red Star Paris. In de Tweede Wereldoorlog was hij actief in het Franse verzet.
Na de oorlog trok Donenfeld naar Colombia, waar hij een belangrijke rol speelde in de ontwikkeling van de voetbalsport. Hij was trainer van de club Atlético Junior en het nationale team. Federico Donenfeld hielp bij het opzetten van een competitie en was van 1951 tot 1953 de directeur van de hoogste liga, de Copa Mustang. Vervolgens ging hij naar Nederland, waar hij in 1953 in dienst trad bij Xerxes. In 1955 en 1956 was hij bij drie interlands coach van het Nederlands elftal. Donenfeld was vervolgens clubtrainer van Fortuna '54, Sportclub Enschede, FC Twente, MVV en DOS. Vanaf 1969 was hij voetbalmakelaar. Donenfeld werd in 1974 door PEC als technisch directeur aangesteld. Hier werd hij in augustus 1975 ontslagen. Hij vervolgde daarna zijn loopbaan als voetbalmakelaar.
In maart 1969 verkreeg hij de Nederlandse nationaliteit.
Donenfeld overleed in 1976 op 64-jarige leeftijd in zijn woonplaats Utrecht aan een hartinfarct.